# Otospermophilus variegatus
Espèce
Statut de conservation UICN

 LC  : Préoccupation mineure
L'écureuil des rochers (Otospermophilus variegatus) est une espèce de rongeurs de la famille des Sciuridés. Elle se trouve au Mexique et dans le sud-ouest des États-Unis (Arizona, Nouveau Mexique, est du Texas).